# Hugh Gough, primer vizconde de Gough
Hugh Gough (Limerick; Irlanda, 3 de noviembre de 1779-Londres; Reino Unido, 2 de marzo de 1869) fue un mariscal de campo del Ejército Británico. Sirvió como Oficial subalterno en la conquista del Cabo de Buena Esperanza durante las Guerras revolucionarias francesas. Comandó el 2.º Batallón del Regimiento n.º 87 de Infantería durante la Guerra de la Independencia Española. Después de servir como comandante en jefe de las fuerzas británicas en China durante la primera guerra del opio, se convirtió en comandante en jefe de la India y lideró a las fuerzas británicas en acción contra el Imperio maratha derrotándolos decisivamente al final de la Campaña Gwalior y luego comandó las tropas que derrotaron a los sijs durante la primera guerra anglo-sij y la segunda guerra anglo-sij.

## Biografía
Cuarto hijo del teniente coronel George Gough y Leticia Bunbury, Gough fue comisionado a la milicia en Limerick el 7 de agosto de 1793. Fue transferido a un regimiento local el 7 de agosto de 1794. Ascendido a teniente en el 119.º Regimiento de a pie el 11 de octubre de 1794 y transferido al 78.º Regimiento de a pie el 6 de junio de 1795. Participó en la captura del Cabo de Buena Esperanza en septiembre de 1795 durante las Guerras revolucionarias francesas. Fue transferido al 87.º Regimiento de a pie en diciembre de 1795, antes de ser desplegado con su regimiento en las Indias Occidentales Británicas y participar en la expedición a la Guayana Neerlandesa en 1799. Tras regresar a Inglaterra fue ascendido a capitán del 2.º Batallón de su regimiento el 25 de junio de 1803 y a comandante del mismo batallón el 25 de junio de 1803.

## Distinciones honoríficas
- Caballero de la Orden de San Patricio.
- Caballero Gran Cruz de la Orden del Baño.
- Caballero Gran Comendador de la Orden de la Estrella de la India.
- Medalla de Oro del Ejército.
- Medalla Sutlej.
- Medalla Punjab.